# Chiswick Park

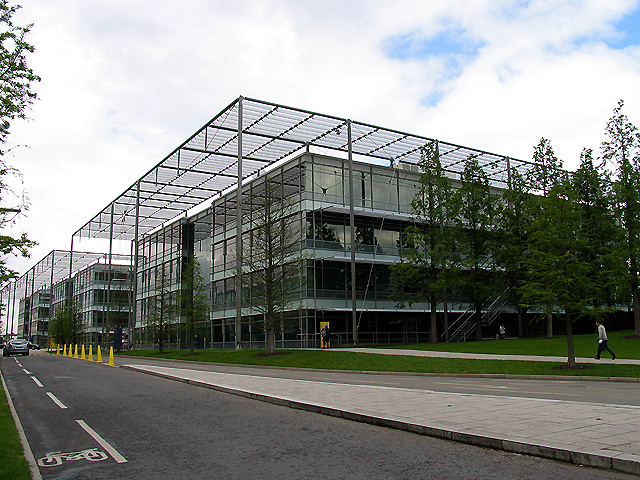
Chiswick Park, administrativní budova

Chiswick Park je architektonicky upravený soubor administrativních objektů v západním Londýně.
Kancelářský komplex byl navržen sirem Richardem Rogersem a vybudován v letech 1999–2012. Projekt dostal ocenění od Civic Trust, registrované charitativní organizace.

## Popis
Společný park mezi budovami spojuje opticky všechny budovy v ucelený areál. Centrálním prvkem úpravy zahrady je rozlehlá vodní nádrž s vysokou a širokou vodní kaskádou. Plochy určené jako odpočívadla a cesty jsou zhotoveny ze dřeva. Vodní plochu překlenují mosty a na některých místech jsou vytvořeny víceúrovňové terasy a pobytové schody. Síť dřevěných cest doplňují také cesty mlatové a dlážděné. V návrhu byly vyprojektovány i výsadby jehličnatých a stálezelených rostlin. Součástí parku je i výrazně barevné noční osvětlení ploch a stromů. V areálu je použito kamenných bloků, společně účinkujících nebo soliterně umístěných velkých kamenů ale i menších ploch s oblázky.
V blízkosti jsou parkovací plochy a podzemní dráha.
Výsadba je pojata jako ukázka vhodného a přirozeného začlenění částí přírody jako jsou velké stromy, vodopády a vodní plochy do velkoměsta. Chiswick Business Park byl navržen na konci devadesátých let (1999), tedy v době kdy nebyla současná změna klimatu obecně považovaná za velmi důležitou. Chiswický park téměř nepotřebuje čerpat vodu z vnějších zdrojů, většina vody je přirozeně zadržována.

## Ocenění
Areál byl oceněn mnoha cenami, například i cenou za krajinářskou architekturu BALI National Landscaping Award 2002, RIBA Award 2003 nebo cena za nejlepší spekulativní budovu vně vnitřního Londýna OAS (Office Agents Society) Best Speculative Building Outside Central London 2006.